# Blue Gate Crossing
Pour plus de détails, voir Fiche technique et Distribution.
Blue Gate Crossing (藍色大門, Lanse da men) est un film taïwanais de Yee Chin-yen (en), sorti en 2002.

## Synopsis
La rencontre et les premiers émois amoureux entre Kerou, une lycéenne de 17 ans, et de Shihao, un champion de natation.

## Fiche technique
- Titre : Blue Gate Crossing
- Titre original : 藍色大門 (Lanse da men)
- Réalisation : Yee Chin-yen (en)
- Scénario : Yee Chin-yen
- Directeur de la photographie : Hsiang Chien
- Musique : Chris Hou
- Montage : Liao Ching-song
- Sociétés de production : Pyramide Productions, Arc Light Films
- Pays :  Taïwan
- Langue originale : Mandarin
- Format : Couleur - 1.85:1 - 35 mm - Dolby
- Genre : Drame et romance
- Durée : 1h24 minutes
- Dates de sortie : 
  -  Taïwan : 27 septembre 2002
  -  France : 8 janvier 2003
- Classification :
  -  France : tous publics[1]
  -  Royaume-Uni : interdit aux moins de 12 ans[2]

## Distribution
- Chen Bo-lin : Zhang Shihao
- Kwai Lun-mei : Meng Kerou
- Liang Shu-hui : Lin Yuezhen

## Autour du film
- Troisième film de la collection Contes de la Chine moderne.